# Колумбія (округ, Нью-Йорк)
Шаблон:StateAbbr_ 42°15′ пн. ш. 73°38′ зх. д. / 42.25° пн. ш. 73.63° зх. д.
Округ Колумбія (англ. Columbia County) — округ (графство) у штаті Нью-Йорк, США. Ідентифікатор округу 36021.

## Історія
Округ утворений 1786 року.

## Демографія
За даними перепису 
2000 року 
загальне населення округу становило 63094 осіб, зокрема міського населення було 18425, а сільського — 44669.
Серед мешканців округу чоловіків було 31394, а жінок — 31700. В окрузі було 24796 домогосподарств, 16580 родин, які мешкали в 30207 будинках.
Середній розмір родини становив 2,95.
Віковий розподіл населення поданий у таблиці:
| Стать    | До 15 років | 15-21 | 22-29 | 30-39 | 40-49 | 50-65 | 65-85 | Понад 85 |
| -------- | ----------- | ----- | ----- | ----- | ----- | ----- | ----- | -------- |
| Чоловіки | 6288        | 3096  | 2292  | 4460  | 5038  | 5731  | 4082  | 407      |
| Жінки    | 5940        | 2361  | 2265  | 4409  | 4936  | 5925  | 4869  | 995      |

## Суміжні округи
- Ренсселер — північ
- Беркшир, Массачусетс — схід
- Лічфілд, Коннектикут — південний схід
- Дачесс — південь
- Ольстер — південний захід
- Грін — захід
- Олбані — північний захід

## Виноски
1. ↑  Long J. H. Atlas of Historical County Boundaries — [Chicago, Illinois]: The Newberry Library, 2010.
2. ↑  U.S. Decennial Census. United States Census Bureau. Архів оригіналу за 26 квітня 2015. Процитовано 3 січня 2015.
3. ↑  Historical Census Browser. University of Virginia Library. Архів оригіналу за 31 березня 2016. Процитовано 3 січня 2015.
4. ↑  Population of Counties by Decennial Census: 1900 to 1990. United States Census Bureau. Архів оригіналу за 19 лютого 2015. Процитовано 3 січня 2015.
5. ↑  Census 2000 PHC-T-4. Ranking Tables for Counties: 1990 and 2000 (PDF). United States Census Bureau. Архів оригіналу (PDF) за 18 грудня 2014. Процитовано 3 січня 2015.
6. ↑  State & County QuickFacts. United States Census Bureau. Архів оригіналу за 5 вересня 2015. Процитовано 11 жовтня 2013.(англ.) Наведено за англійською вікіпедією.
7. ↑  American FactFinder. Бюро перепису населення США. Архів оригіналу за 29 липня 2011. Процитовано 31 січня 2008.

| США | Це незавершена стаття з географії США. Ви можете допомогти проєкту, виправивши або дописавши її. |